# Kallt krig
Ett kallt krig är en politisk konflikt, med ett stort inslag av militära hot, handelskrig och psykologisk krigföring. Det är inte ett krig eller slagsmål i dess rätta bemärkelse, utan benämningen på förhållandet mellan två eller fler stater, organisationer, grupper eller personer som inte ligger i väpnad konflikt, utan snarare i en maktbalans eller terrorbalans och istället hotar varandra med vapen och våld. 
Ett "hett krig" kan mena att två stater har en spänd situation som kan leda till krig.